# Rue Jean-Jacques-Rousseau (Suresnes)
Pour les articles homonymes, voir Rue Jean-Jacques-Rousseau.
La rue Jean-Jacques-Rousseau est une voie publique de la commune de Suresnes, dans le département français des Hauts-de-Seine.

## Situation et accès
Partant du sud-ouest au niveau de la rue Garibaldi, au croisement avec le boulevard Henri-Sellier, la rue Jean-Jacques-Rousseau rencontre la rue des Couvaloux puis la rue Ferdinand-Forest. Après le pont ferroviaire, elle passe le carrefour de la rue des Moulineaux et de la rue du Chemin-Vert, et se termine place Eugène-Sue.
Elle est desservie par la gare de Suresnes - Longchamp, sur la ligne de Puteaux à Issy-Plaine, ligne 2 du tramway d'Île-de-France. Cette voie ferroviaire passe au-dessus de la rue Jean-Jacques-Rousseau via un pont de huit mètres d'ouverture, entre le croisement avec la rue de Sèvres et celui avec la rue des Moulineaux.

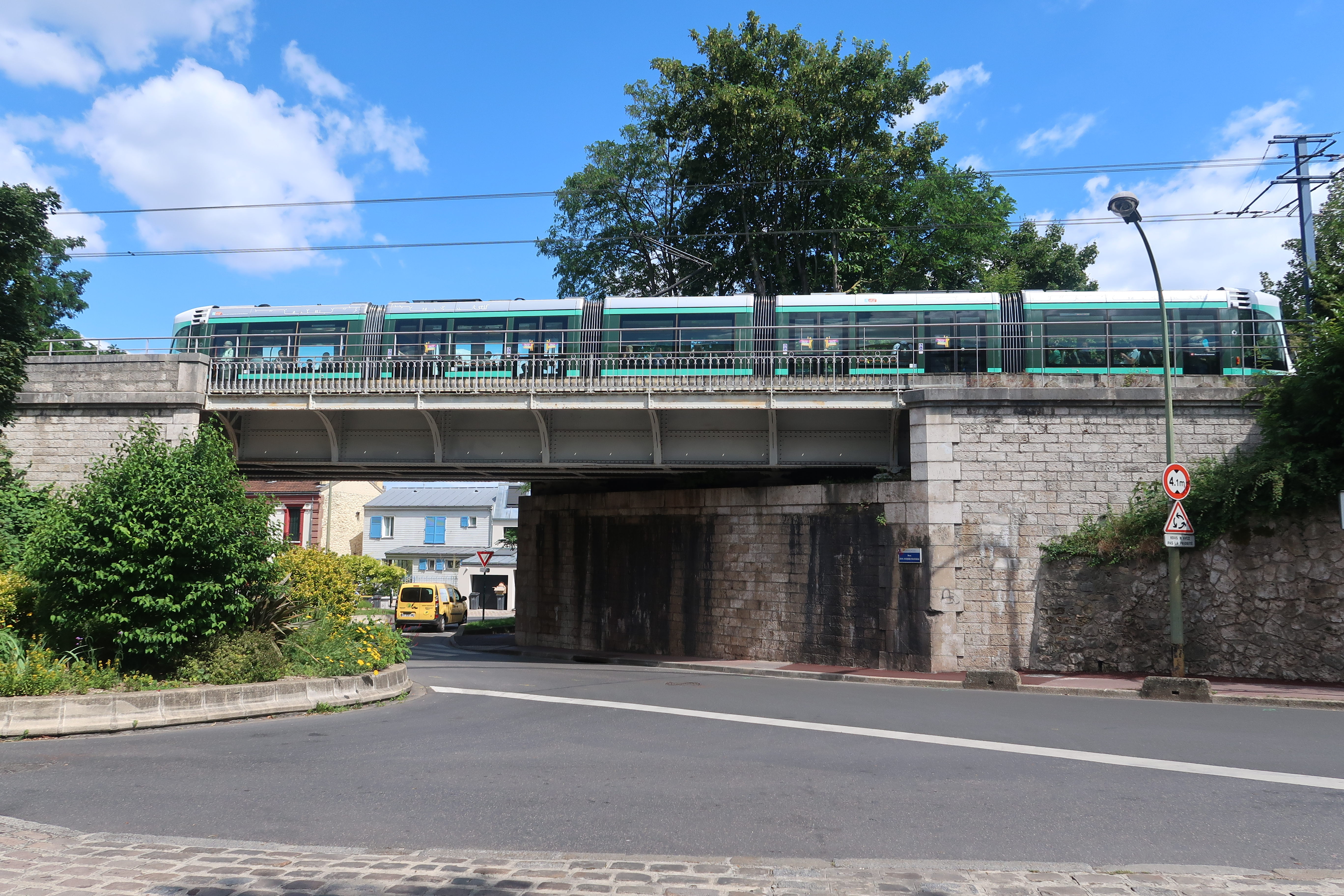
Pont ferroviaire.
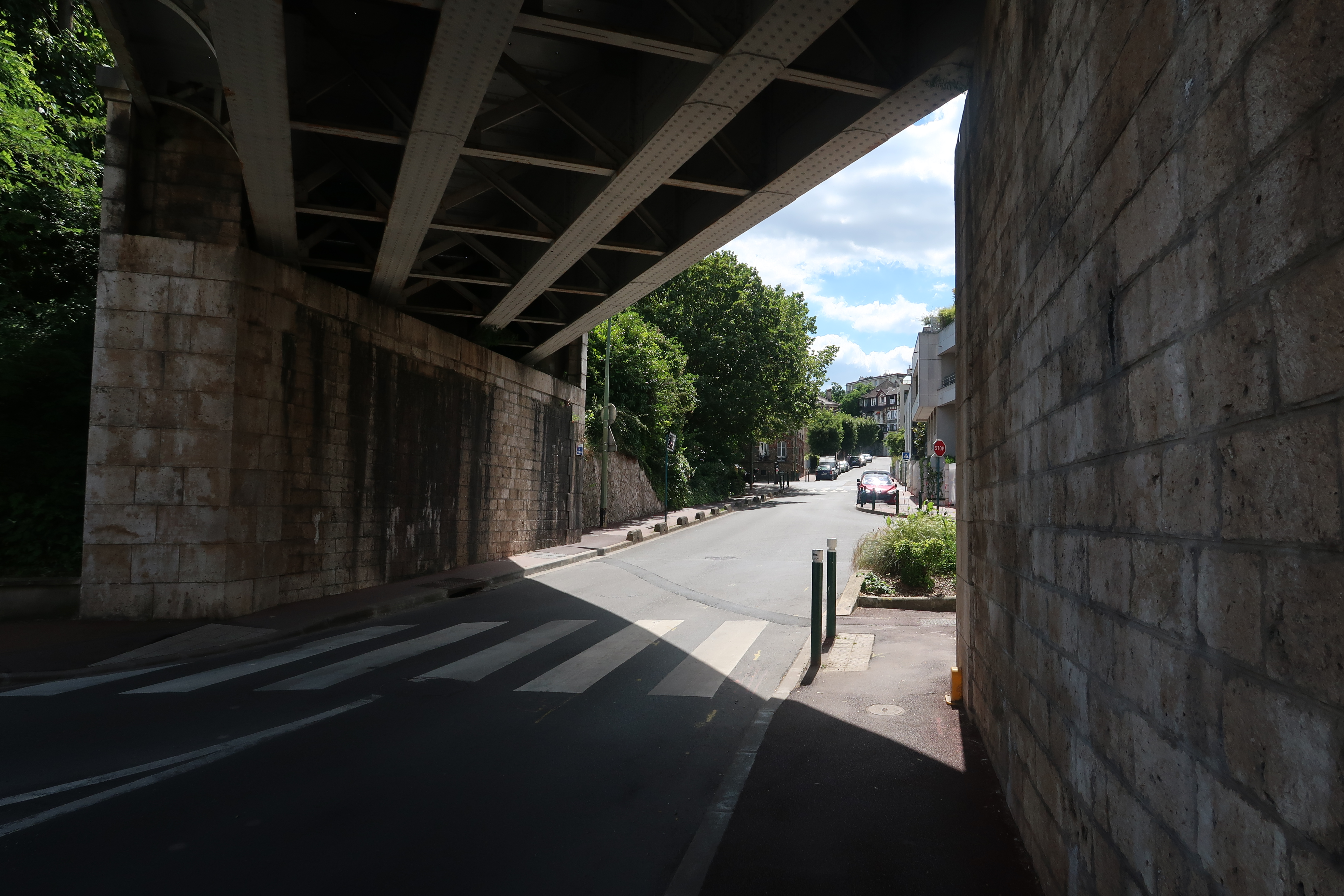
Sous le pont.

## Origine du nom
Elle tient son nom de l'écrivain et philosophe Jean-Jacques Rousseau (1712-1778), qui vint au mont Valérien en compagnie de Bernardin de Saint-Pierre,.

## Historique
Il s'agit historiquement du « chemin de Rueil à Suresnes », mentionné comme tel en 1782. Les plaintes du milieu du milieu du XIXe siècle concernant la difficulté pour les voitures d'emprunter cette voie pentue pour rejoindre Rueil-Malmaison conduisent, à la fin du Second Empire, au lancement du projet de percement d'une voie large au dénivelé plus supportable, le boulevard de Versailles (actuel boulevard Henri-Sellier).
Le chemin est renommé « rue de la Tuilerie » en 1892, en raison de sa proximité avec la tuilerie du Bel-Air. En 1908, la partie orientale de la rue de la Tuilerie prend le nom de « rue Jean-Jacques-Rousseau »,,.
Les rues de la Tuileries et Jean-Jacques-Rousseau sont séparées par le boulevard Henri-Sellier et, en surplomb, par le viaduc des voies ferroviaires L et U du réseau Transilien Paris-Saint-Lazare (à distinguer du viaduc précédemment cité, plus à l'est, sur lequel passe le tramway).

## Bâtiments remarquables et lieux de mémoire

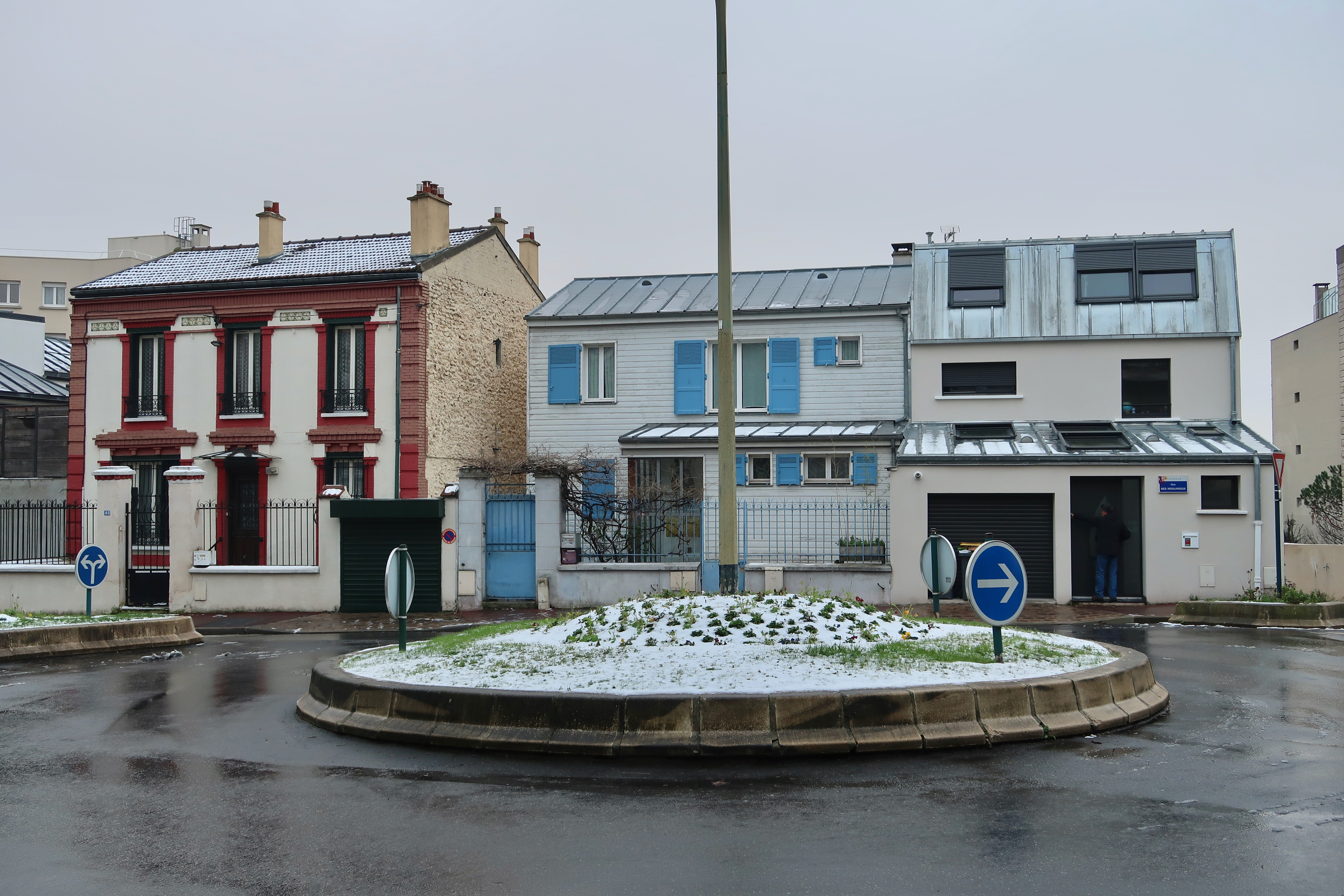
Rond-point au croisement de la rue des Moulineaux et de la rue Jean-Jacques-Rousseau.

- Au no 31, lieu-dit les Grands-Ruts, l'ancienne usine Potez, fondée le 9 novembre 1938[8].
- Fédération des industries des équipements pour véhicules,  organisation professionnelle française des équipementiers automobile en France, créée en 1910.
- L'inventeur Fernand Forest (1851-1914) vécut au no 40 de cette rue[9]. Il joua un rôle important dans l'histoire de l'automobile.